# Поповићи (Конавле)
Поповићи су насељено место у саставу општине Конавле, Дубровачко-неретванска жупанија, Република Хрватска.

## Географски положај
Поповићи су насеље смештено на самом југу Хрватске. Конавоске стијене испод села Поповићи су високе и до 300 метара, у просеку 100 — 200 м. Недалеко од села на мору испод Конавоских стијена направљена је плажа Пасјача која је путем спојена са насељем.

## Историја
До територијалне реорганизације у Хрватској налазили су се у саставу старе општине Дубровник.

## Становништво
На попису становништва 2011. године, Поповићи су имали 236 становника.
| Број становника по пописима | Број становника по пописима | Број становника по пописима | Број становника по пописима | Број становника по пописима | Број становника по пописима | Број становника по пописима | Број становника по пописима | Број становника по пописима | Број становника по пописима | Број становника по пописима | Број становника по пописима | Број становника по пописима | Број становника по пописима | Број становника по пописима | Број становника по пописима |
| --------------------------- | --------------------------- | --------------------------- | --------------------------- | --------------------------- | --------------------------- | --------------------------- | --------------------------- | --------------------------- | --------------------------- | --------------------------- | --------------------------- | --------------------------- | --------------------------- | --------------------------- | --------------------------- |
| 1857                        | 1869                        | 1880                        | 1890                        | 1900                        | 1910                        | 1921                        | 1931                        | 1948                        | 1953                        | 1961                        | 1971                        | 1981                        | 1991                        | 2001                        | 2011                        |
| 317                         | 323                         | 317                         | 331                         | 363                         | 334                         | 348                         | 342                         | 326                         | 309                         | 297                         | 325                         | 294                         | 296                         | 249                         | 236                         |

Напомена: У 1900, 1910. и 1948. исказано под именом Поповић.

### Попис 1991.
На попису становништва 1991. године, насељено место Поповићи је имало 296 становника, следећег националног састава:
| Попис 1991.‍ | Попис 1991.‍ | Попис 1991.‍ | Попис 1991.‍ | Попис 1991.‍ |
| ----------- | ----------- | ----------- | ----------- | ----------- |
|             |             |             |             |             |
| Хрвати      | Хрвати      |             | 276         | 93,24%      |
| Срби        | Срби        |             | 19          | 6,41%       |
| Словенци    | Словенци    |             | 1           | 0,33%       |
| укупно: 296 |             |             |             |             |

### Мапа
- [мртва веза]